# Teniente Coronel Hermógenes Cabral
Teniente Coronel Hermógenes Cabral (también conocido como Puerto Cabral y anteriormente Puerto Boquerón) es una pequeña localidad paraguaya del Departamento de Presidente Hayes ubicada a orillas del Río Paraguay, en la desembocadura del Río Montelindo, casi en frente de Puerto Antequera, Departamento de San Pedro, a unos 314 km de Asunción.
Actualmente la localidad tiene unos 35 habitantes y forma parte del distrito de Villa Hayes, ubicado a unos 283 km de distancia.
Se accede a la localidad a través de un desvío de tierra ubicado en el kilómetro 182 de la ruta PY09 "Transchaco", en la zona conocida como Pozo Azul. Otra forma de llegar a la localidad es cruzando en bote desde Puerto Antequera.

## Toponimia
Su nombre es en honor al Teniente Coronel Hermógenes Cabral (1820 - 1867) un militar paraguayo oriundo de Caazapá, que combatió en la guerra de la Triple Alianza (1864 - 1870), destacándose su participación como comandante durante la Campaña de Mato Grosso, en la que ocupó exitosamente Corumbá en 1864, hasta que en 1867 una epidemia de viruela mermó las fuerzas paraguayas y los brasileños aprovecharon esto para realizar un ataque sorpresa al fuerte, en el cual murieron la mayoría de los defensores paraguayos, entre ellos el Teniente Coronel Cabral.
Su antiguo nombre de Puerto Boquerón (también llamado Puesto Boquerón) fue nombrado así en honor a la victoria paraguaya en la batalla de Boquerón.

## Infraestructura
En la actualidad la infraestructura del lugar es escasa, sin embargo el gobierno paraguayo anunció en 2024 que pretende construir un puente sobre el río Paraguay que una esta zona del Chaco con Puerto Antequera, conectándose así con la ruta PY11, una importante carretera que llega hasta la frontera con Brasil, por lo que se estima que la localidad de Teniente Coronel Cabral crecerá mucho en los próximos años.